# أندرياس توث
أندرياس توث (بالمجرية: Tóth András)‏ هو مدرب كرة قدم ولاعب كرة قدم مجري في مركز الدفاع، ولد في 16 ديسمبر 1973 في بودابست في المجر. شارك مع منتخب المجر لكرة القدم. أما مع النوادي، فقد لعب مع نادي فاساس.

## وصلات خارجية
- أندرياس توث على موقع قاعدة بيانات كرة القدم.إي يو (الإنجليزية)
- أندرياس توث على موقع ناشيونال فوتبول تيمز (الإنجليزية)